# Harald Morscher
Harald Morscher (né le 22 juin 1972, à Hohenems) est un coureur cycliste autrichien. Il est passé professionnel en 1998, au sein de la formation Saeco. En 2010, son contrat avec l'équipe Vorarlberg-Corratec n'est pas renouvelé.

## Palmarès
- 1994
  - Tour d'Autriche :
    - Classement général
    - 2e étape

- 1997
  - 2e du championnat d'Autriche sur route

- 2000
  - 3e étape du Tour du Poitou-Charentes
  - 5e étape du Tour de Hesse

- 2001
  - 6e étape du Tour de Normandie
  - 6e étape du Tour d'Autriche

- 2002
  - 2e du championnat d'Autriche sur route

- 2003
  - 2e du Kirschblütenrennen

- 2004
  -  Champion d'Autriche sur route

- 2005
  - Grand Prix d'Innsbruck
  - 2e du Grand Prix Vorarlberg

- 2006
  - Grand Prix Vorarlberg
  - 2e du championnat d'Autriche sur route